# 川越市立美術館
川越市立美術館（かわごえしりつびじゅつかん）は、埼玉県川越市の川越城二の丸跡にある川越市立の美術館。川越市立美術館条例に基づき設置された施設である。

## 概要
川越市市制施行80周年の事業として、2002年（平成14年）12月1日（川越市民の日）に開館した。
川越城二の丸跡にある川越市立博物館の隣接地にあり、川越の蔵造りの商家のデザインを外観に取り入れている。
小村雪岱、小茂田青樹、岩崎勝平、相原求一朗など川越生まれの画家や、橋本雅邦、井上安治、森脇雲溪など川越藩の画家、小泉智英、長沢秀之、内田静馬、久保提多など川越市ゆかりの画家の、日本画、洋画、版画などを展示している常設展示室がある。相原求一朗は記念室がある。斎藤与里、寺内萬治郎、池田幹雄など県内他市で活躍した作家の作品も充実しつつあり、平成24年3月現在のコレクション総数は1998点に及ぶ（資料含む）。
他にも企画展示室では年5回の特別展を開催している。タッチアートコーナー、パソコンによる収蔵品紹介などの美術情報コーナーもある。美術書なども数多く刊行しており、ミュージアムショップもある（川越市立博物館のミュージアムショップと重複するものもある）。
創作室では、デッサン・油彩・水彩、木版画・銅版画などの実技講座を開講、市民に貸し出しも行っている。市民ギャラリーは市民の誰でも利用でき観覧は無料。彫塑、工芸、写真なども展示しており、川越市美術展覧会の出品作も展示される。

### 主な所蔵作品
- 橋本雅邦: 渓山雲霧, 竹林七賢図
- 小村雪岱: おせん, 雪の朝
- 小茂田青樹: 豊穣,
- 井上安治: 東京真画名所図解
- 岩崎勝平: 薬水を汲む,
- 相原求一朗: 自転車のある風景,

### 利用案内
- 開館時間
午前9時～午後5時
- 休館日
月曜日（休日の場合は翌火曜日）。年末年始（12月28日～1月4日）や特別整理期間も休館
- 常設展の入館料
一般･･･200円、大学生・高校生･･･100円、中学生以下は無料。1年間有効で特別展にも何度も入館できる定期券は1600円。
ただし、障害者手帳を提示した場合は、無料にて入館できる。
- 共通入館券
川越市立博物館：一般･･･300円、大学生・高校生･･･150円。
川越市蔵造り資料館・川越市立博物館・川越城本丸御殿：一般･･･300円、大学生・高校生･･･150円
川越まつり会館・蔵造り資料館・川越市立博物館・川越城本丸御殿：一般･･･650円、大学生・高校生･･･450円

## 所在地
埼玉県川越市郭町2丁目30－1

## アクセス
- 東武東上線・川越線の川越駅東口から東武バスウエストで「札の辻」下車、徒歩8分。
- 西武新宿線の本川越駅から東武バスウエストで「札の辻」下車、徒歩8分。
- 東武バスウエストの「小江戸名所めぐりバス」で「博物館前」下車すぐ。
- イーグルバスの「小江戸巡回バス」で川越駅や本川越駅から「博物館・美術館前」下車すぐ。